# 小久慈焼
小久慈焼（こくじやき）は岩手県久慈市で焼かれる陶器。

## 歴史
1813年（文化10年）、相馬の陶工嘉蔵が、小久慈天田内の甚六の助けを得て、三日町に築窯したのが始まりと言われる。その後、甚六の子熊谷甚右衛門が嘉蔵に師事し陶器を焼き、その技法は熊谷家で代々引き継がれた。甚右衛門は師の技術を修得すると、地元の粘土や独自の釉薬を用いて、茶器などを製作した。明治時代には柳宗悦にも評価された。創始時から現代まで窯元は一つで、江戸時代以前から続く窯元としては日本最北である。6代目竜太郎、分家4代目初太郎が没してからは、地場産業育成の期待を担った下嶽毅・四役松男によって、1957年（昭和32年）小久慈に窯が築かれ、その伝統を守りながら生産が続けられている。2019年時点では8代目である。
なお、一部に久慈を領した八戸藩（盛岡藩の支藩）の御用窯であったと称える向きがあるが、八戸藩に御用窯があった記録は無く、盛岡藩にも小久慈に御用窯があったとの記録は無い。

## 特徴
地元から取れる粘土を元に、わら灰を使った暖か味のある白釉、砂鉄を使ったアメ紬がある。 
小久慈焼の代表的な作品は注ぎ口の長い片口である。他にも食器や日用雑器などを焼いているが、糠白釉や飴釉、掛分釉だけを流し掛けただけの素朴な味わいが特色となっている。久慈の粘土は鉄分が少ないため、白色がきれいに出るという。素朴でかわいい風合いの「暮らしの器」で、市内のどの家庭にも一つは置いてあると言われるほど、地元に親しまれている。 
近年ではJR東日本の観光列車である「TOHOKU EMOTION」（八戸線）や「TRAIN SUITE 四季島」の飲食用の器として採用されている。 